# جواز سفر بربادي
جواز سفر بربادي هو وثيقة سفر تصدر لمواطنين بربادوس لغرض تسهيل السفر الدولي. ويتيح لحامله السفر إلى الدول الاجنبية ورابطة الأمم، وفقا لمتطلبات الحصول على التأشيرة، ويسهل عملية تأمين المساعدة من قبل موظفي قنصلية بربادوس في الخارج، إذا لزم الأمر. تصدر جوازات سفر بربادوس من قبل إدارة الهجرة تحت رعاية مكتب رئيس الوزراء، وفي البعثات الدبلوماسية والفخرية قنصليات بربادوس في الخارج.
يحق لمواطني بربادوس التقدم بطلب للحصول على جواز سفر. جواز سفر الشخص الذي يقل عمره عن 16 عامًا صالح لمدة خمس سنوات؛ بينما جواز السفر الذي بيلغ 16 سنة وما فوق صالح لمدة عشر سنوات.

## متطلبات التأشيرة

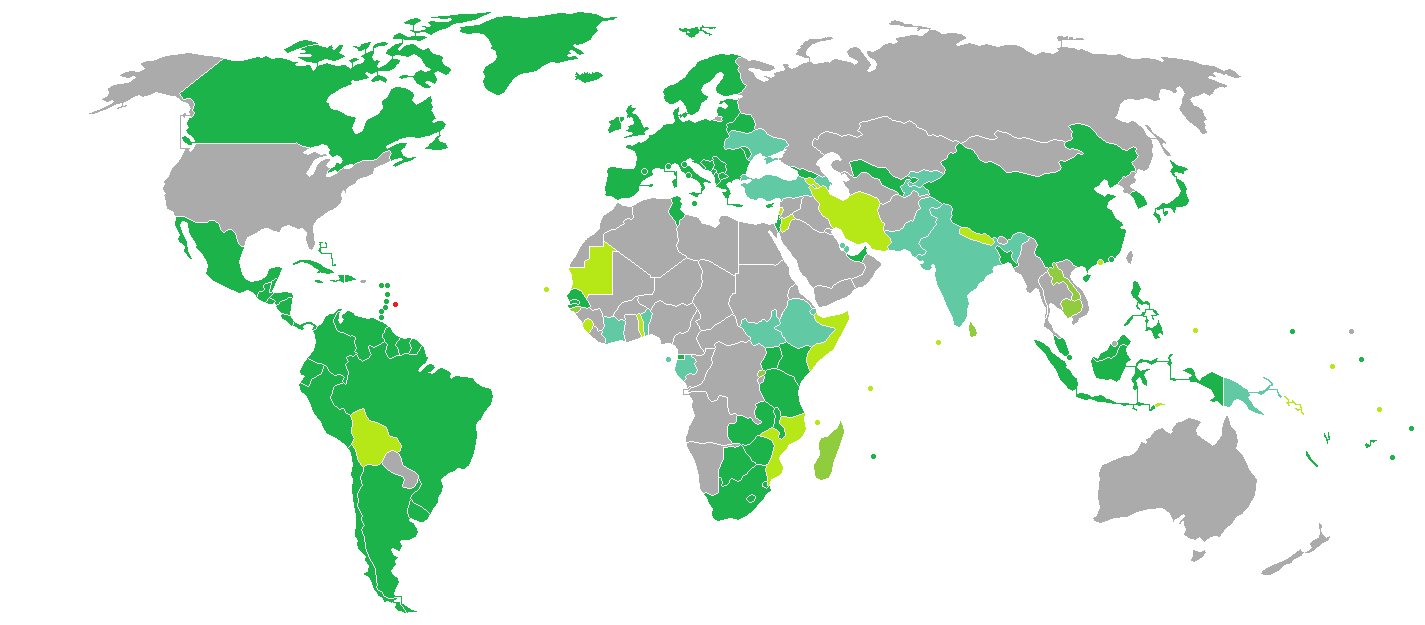
البلدان والأقاليم التي لا تفرض تأشيرة أو تطلب تأشيرة دخول عند الوصول للجهة، لحاملي جواز سفر بربادي.

اعتبارًا من 7 سبتمبر 2021 كان مواطنو بربادوس يتمتعون بإمكانية الدخول إلى 161 دولة وإقليمًا بدون تأشيرة أو تأشيرة عند الوصول، مما جعل جواز سفر باربادوسي يحتل المرتبة 21 من حيث حرية السفر وفقًا مؤشر هينلي لجوازات السفر. يحتل جواز سفر بربادوس المرتبة الأولى بين حاملي جوازات سفر الجماعة الكاريبية.

## معرض الصور

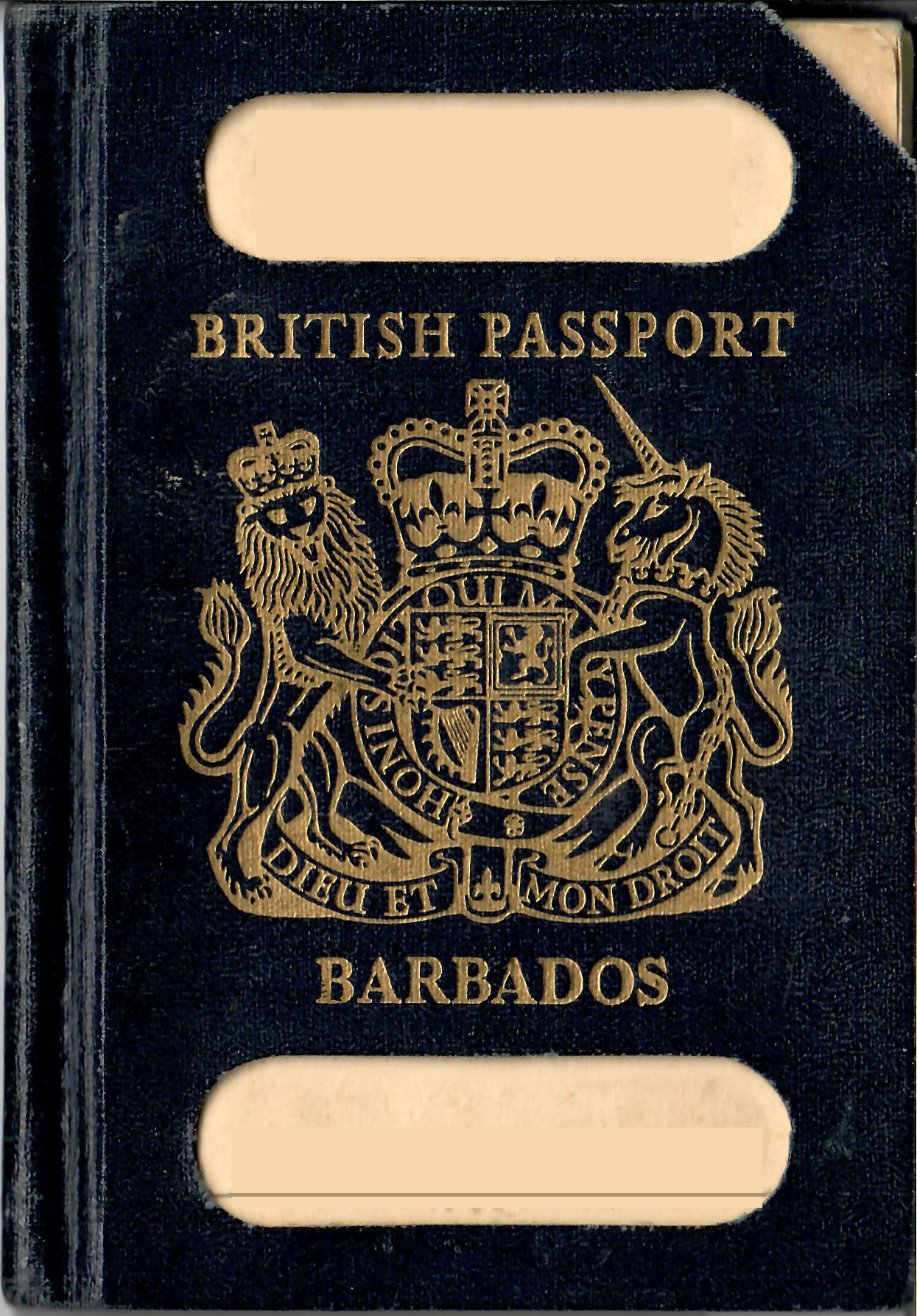
جواز سفر بربادوسي لمواطني المملكة المتحدة ومستعمراتها في الستينيات.
جواز سفر بربادوسي في التسعينيات

## روابط خارجية
- الموقع الرسمي